# Heinersreuther Forst (kommunfritt område)
Heinersreuther Forst är ett kommunfritt område i Landkreis Neustadt an der Waldnaab i Regierungsbezirk Oberpfalz i förbundslandet Bayern i Tyskland.